# Санфлауер (Міссісіпі)
Санфлауер (англ. Sunflower) — місто (англ. town) в США, в окрузі Санфлауер штату Міссісіпі. Населення — 1159 осіб (2010).

## Географія
Санфлауер розташований за координатами 33°32′39″ пн. ш. 90°32′14″ зх. д. / 33.54417° пн. ш. 90.53722° зх. д. (33.544284, -90.537307).  За даними Бюро перепису населення США в 2010 році місто мало площу 1,58 км², уся площа — суходіл.

## Демографія
Згідно з переписом 2010 року, у місті мешкало 1159 осіб у 381 домогосподарстві у складі 280 родин. Густота населення становила 733 особи/км².  Було 406 помешкань (257/км²).
Расовий склад населення:
| - 87,5 % — чорних або афроамериканців - 12,0 % — білих |

До двох чи більше рас належало 0,2 %. Частка іспаномовних становила 1,6 % від усіх жителів.
За віковим діапазоном населення розподілялося таким чином: 34,5 % — особи молодші 18 років, 55,8 % — особи у віці 18—64 років, 9,7 % — особи у віці 65 років та старші. Медіана віку мешканця становила 29,1 року. На 100 осіб жіночої статі у місті припадало 77,8 чоловіків;  на 100 жінок у віці від 18 років та старших — 70,9 чоловіків також старших 18 років.
Середній дохід на одне домашнє господарство  становив 28 167 доларів США (медіана — 22 981), а середній дохід на одну сім'ю — 30 030 доларів (медіана — 24 750). Медіана доходів становила 40 682 долари для чоловіків та 26 296 доларів для жінок. За межею бідності перебувало 50,0 % осіб, у тому числі 64,9 % дітей у віці до 18 років та 32,3 % осіб у віці 65 років та старших.
Цивільне працевлаштоване населення становило 263 особи. Основні галузі зайнятості: освіта, охорона здоров'я та соціальна допомога — 42,6 %, роздрібна торгівля — 18,6 %, виробництво — 14,8 %.